# Rise of the Rōnin
Rise of the Rōnin (ライズ オブ ザ ローニン, Raizu Obu Za Rōnin) é um jogo eletrônico de RPG de ação desenvolvido pela Team Ninja e publicado pela Sony Interactive Entertainment. O jogo foi lançado para PlayStation 5 em 22 de março de 2024.

## Jogabilidade
Rise of the Rōnin permite aos jogadores criar o próprio personagem. O combate conta com uma grande variedade de armas comuns durante a Guerra Boshin, como katanas e diversas Armas de fogo da Guerra Boshin. O jogo apresenta escolhas em momentos importantes que permite aos jogadores se aliarem ou lutarem contra vários NPCs, ditando a própria história. As cidades históricas de Yokohama, Kyoto e Edo podem ser exploradas, bem como áreas do interior. O jogador pode fazer uso de diferentes meios para explorar o mundo ao seu redor, como um cavalo, grappling hook ou planador. O jogo também apresenta a capacidade de alternar entre três dificuldades, bem como um modo multijogador cooperativo para três jogadores.

## História
Rise of the Rōnin se passa na região de Edo, no final do século XIX, durante o Bakumatsu, os anos finais do período Edo . O jogo retrata a guerra Boshin entre o Xogunato Tokugawa e várias facções anti-Xogunato descontentes com a influência ocidental após a reabertura forçada do Japão após o período Sakoku.

## Desenvolvimento
O desenvolvimento de Rise of the Rōnin começou em 2015, com a assistência do estúdio XDev do PlayStation Studios. De acordo com o presidente do Team Ninja, Fumihiko Yasuda, eles queriam criar um jogo que retratasse o Japão em seus tempos mais sombrios, citando o período Bakumatsu como uma era da qual os videogames "evitariam". O cenário do jogo também se adequaria bem à sua expertise, devido à experiência em fazer jogos focados em ninjas e samurais, como Ninja Gaiden e Nioh. De acordo com Yasuda, Rise of the Rōnin é o projeto mais ambicioso que a Team Ninja desenvolveu. Criar um título de mundo aberto tem sido um desafio particular para o Team Ninja, já que até agora eles desenvolveram apenas jogos com progressão linear e segmentados em diferentes fases. Yasuda citou a criação de NPCs passivos como "impactante" e "desafiador", já que em seus títulos anteriores tudo que aparecia na tela era um inimigo para o jogador derrotar.

## Lançamento
Rise of the Rōnin foi anunciado em 13 de setembro de 2022, na transmissão ao vivo State of Play do PlayStation. Em 7 de dezembro de 2023, no The Game Awards 2023, um trailer de pré-venda foi mostrado, com data de lançamento prevista para 22 de março de 2024. As pré-vendas foram abertas no Japão em 14 de dezembro de 2023, revelando que o jogo seria vendido em duas versões, Cero D e Cero Z, devido à violência considerada excessiva pela Computer Entertainment Rating Organization of Japan.

### Controvérsia na Coreia do Sul
O jogo não será lançado na Coreia do Sul. As primeiras notícias indicaram que isto se deve aos comentários de Fumihiko Yasuda comparando Shoin Yoshida a Sócrates, o que gerou polêmica na Coreia do Sul. Embora Yoshida tenha desempenhado um papel fundamental na Restauração Meiji, ele também é considerado uma pessoa integrante no que levaria a conquista e ocupação a Coreia pelo Japão. Mais tarde, a Sony esclareceu que, embora o jogo não fosse lançado na Coreia do Sul, não forneceu nenhum motivo oficial.